# Portsmouth (U-Boot)
Die USS Portsmouth (SSN-707) war ein Atom-U-Boot der United States Navy und gehörte der Los-Angeles-Klasse an.

## Geschichte

### Bau
Die Portsmouth wurde bei Electric Boat in Groton, Connecticut, gebaut und von Helen Poe Goodrich nach den gleichnamigen Städten in New Hampshire und Virginia benannt.

### Einsätze
Nur drei Wochen nach Indienststellung bei der US Navy nahm sie bereits an der US-Invasion in Grenada teil. Erst danach, ab August 1984, durchlief die Portsmouth eine 14-wöchige Erprobungsphase und verlegte in ihren neuen Heimathafen in San Diego. Von dort aus nahm das U-Boot an sechs Einsatzfahrten in den westlichen Pazifik (WestPac) teil.
Im Februar 1991 unterzog sich die Portsmouth einer Überholung ihrer Waffensysteme und des Antriebs. Der nächste Einsatz fand 1993 wiederum aus San Diego statt, unter anderem erprobte das Schiff in einer so genannten Joint Exercise den Einsatz von Army Rangers von U-Booten aus sowie neuartige Sonarsysteme.
1995 und 1996 nahm die Portsmouth mit der Flugzeugträgerkampfgruppe um die Nimitz an der Bewachung der Republik China (Taiwan) teil, nachdem die Volksrepublik China Raketentest in der Formosastraße durchgeführt hatte. 1997 führte sie als erstes amerikanisches Kriegsschiff einen Freundschaftsbesuch im Hafen des mit China wiedervereinigten Hongkong durch.
Ihren letzten Einsatz fuhr die Portsmouth Ende 2003 bis Februar 2004, wo sie im Golf von Alaska an der Übung Exercise Northern Edge teilnahm.
Offiziell wurde die Portsmouth am 10. September 2004 außer Dienst gestellt. Dies geschah nach 21 Jahren im Einsatz und nur der Hälfte der vorgesehenen Einsatzzeit. Die Gründe dafür sind in der Tatsache zu suchen, dass das Schiff dem ersten Baulos ihrer Klasse angehörte und damit (auf Grund des Fehlens eines Vertical Launching Systems) nur eingeschränkte Kapazitäten für Landangriffe hatte. Außerdem hätte der Kernbrennstoff des Schiffes erneuert werden müssen, diese Kosten konnte die Navy durch die Außerdienststellung umgehen. Das nun ex-Portsmouth genannte Schiff wartet auf den Beginn des Ship-Submarine Recycling Program, geplant ist der Beginn des Zerlegens für 2011.